# 小行星26074
小行星26074（26074 Carlwirtz）是一颗绕太阳运转的小行星，为火星轨道穿越小行星。该小行星于1977年10月8日发现。

## 轨道参数
小行星26074的轨道半长轴为1.8111069 UA，离心率为0.089。